# اس‌اس هستر (۱۹۱۹)
اس‌اس هستر (۱۹۱۹) (به انگلیسی: SS Hastier (1919)) یک کشتی بود. این کشتی در سال ۱۹۱۹ ساخته شد.